# استفان پفننملر
استفان پفننملر (انگلیسی: Stefan Pfannmöller؛ زادهٔ ۴ دسامبر ۱۹۸۰) از برندگان مدال‌های بازی‌های المپیک تابستانی و قایقران کانو اهل آلمان است.